# 南捷克州
南捷克州，或称南波希米亚州，是捷克波希米亞地區南部（也包括摩拉維亞西南部的一部份）的一個州。面積10,056 平方公里，人口642,133（2019年）。州府捷克布傑約維采。下分七县。